# Панорама-Вілледж (Техас)
Панорама-Вілледж (англ. Panorama Village) — місто (англ. city) в США, в окрузі Монтгомері штату Техас. Населення — 2515 осіб (2020).

## Географія
Панорама-Вілледж розташована за координатами 30°22′58″ пн. ш. 95°29′36″ зх. д. / 30.38278° пн. ш. 95.49333° зх. д. (30.382651, -95.493366).  За даними Бюро перепису населення США в 2010 році місто мало площу 2,87 км², з яких 2,83 км² — суходіл та 0,04 км² — водойми.

## Демографія
Згідно з переписом 2010 року, у місті мешкало 2170 осіб у 1001 домогосподарстві у складі 691 родини. Густота населення становила 755 осіб/км².  Було 1065 помешкань (371/км²).
Расовий склад населення:
| - 96,4 % — білих - 1,1 % — чорних або афроамериканців - 0,6 % — азіатів - 0,2 % — корінних американців - 0,1 % — вихідців з тихоокеанських островів |

До двох чи більше рас належало 1,1 %. Частка іспаномовних становила 5,6 % від усіх жителів.
За віковим діапазоном населення розподілялося таким чином: 14,8 % — особи молодші 18 років, 53,8 % — особи у віці 18—64 років, 31,4 % — особи у віці 65 років та старші. Медіана віку мешканця становила 55,6 року. На 100 осіб жіночої статі у місті припадало 84,4 чоловіків;  на 100 жінок у віці від 18 років та старших — 81,4 чоловіків також старших 18 років.
Середній дохід на одне домашнє господарство  становив 74 783 долари США (медіана — 61 250), а середній дохід на одну сім'ю — 87 575 доларів (медіана — 67 137). Медіана доходів становила 49 505 доларів для чоловіків та 41 786 доларів для жінок. За межею бідності перебувало 6,4 % осіб, у тому числі 6,4 % дітей у віці до 18 років та 3,8 % осіб у віці 65 років та старших.
Цивільне працевлаштоване населення становило 939 осіб. Основні галузі зайнятості: освіта, охорона здоров'я та соціальна допомога — 25,3 %, мистецтво, розваги та відпочинок — 14,5 %, роздрібна торгівля — 11,0 %, виробництво — 9,1 %.